# نوال الزغبي
نوال الزغبي (29 يونيو 1971  -)، مغنية لبنانية تحمل الجنسية الكندية لُقبت «بالنجمة الذهبية» وتُعد واحدة من أشهر المغنيات اللبنانيات في العالم العربي حيث قدمت العديد من الألبومات الغنائية التي حققت مبيعات كثيرة، وحصلت على الكثير من الجوائز، وقامت بحملات دعائية لشركات عالمية كشركة بيبسي وموتورولا.

## حياتها الخاصة
ولدت في منطقة جل الديب (شرق بيروت) والدها جورج الزغبي، وأمها جمال الزغبي، وهي الشقيقة الكبرى أشقائها الثلاثة، بولا، مارسيل، داني، عارض والداها دخولها للفن، ولكنهم وافقوا بعد ذلك بعدما لمسوا جديتها في هذا القرار.
بدأت مسيرتها الفنية في سن الخامسة عشرة حين اشتركت في البرنامج اللبناني لاكتشاف المواهب آنذاك استديو الفن من إنتاج المؤسسة اللبنانية للإرسال "LBC" وغنت أمام الآلاف من المشاهدين وهي لازالت طالبة بالمدرسة وقدمت بعض أغاني الفنانة الراحلة وردة الجزائرية وكان في مقدمتها أغنية طب وأنا مالي حيث راهن عليها المخرج اللبناني سيمون أسمر بالنجاح كما لعبت الصدفة دورا كبيرا معها باستماع وردة الجزائرية لها وأبدت إعجابها الشديد بصوتها وقدراتها وكانت هذه هي أول شهادة بحقها من مطربة ذات تاريخ طويل.
بدأت في احتراف الغناء فعليا عام 1991 وبعدها حيث قامت بإنتاج أول مجموعة من اغانيها التي كانت بمثابة التعارف بينها وبين الجمهور اللبناني مثل (خدني معاك) و (ياليل يابو الأشواق) و (وحياتي عندك). ثم توجهت لمصر حيث التقت بالموسيقار صلاح الشرنوبي الذي كانت تحلم بلقائه والتعاون معه وبالفعل حصلت منه على لحن أغنية (عايزة الرد) التي كانت النقلة النوعية لها وبوابة المسيرة الذهبية لها.
غنت بكل اللهجات العربية (اللبنانية، المصرية، الخليجية، العراقي والمغرب العربي).
انطلاقتها بدأت مع ألبوم عايزة الرد الذي حقق نجاحا" قياسيا. ومع البوم ماندم عليك اثبتت وجودها ونجوميتها عربيا وخصوصا في دول الخليج العربي، ومع صدور البوم طول عمري كانت النقلة نحو العالمية حيث أصبحت النجمة نوال الزغبي أول وجه إعلاني من الشرق الأوسط لشركة المشروبات الغازية العالمية (بيبسي).

## حياتها الأسرية
تزوجت من «إيلي ديب» في عام 1990 الذي تسلم إدارة أعمالها إلا ان انتشار الشائعات بخلافها وبطلاقها اخذت التفات وسائل الإعلام الفنية حتى أعلنت نوال الزغبي عن طلاقها رسميا من السيد «إيلي ديب» بتاريخ 25 أغسطس 2008 خلال حوارها مع المذيع «فيني رومي» ببرنامج «الطاولة المستديرة» عبر أثير إذاعة ميلودي - لبنان، وذلك بعد أن بدأت تنتشر شائعة الخلافات والمشاكل ابتداء من سنة 2007, ويأتي هذا الانفصال بعد مسيرة ناجحة استمرت 15 سنة من الحياة الزوجية.
كما وقد أعلنت نوال عن انفصالها فنيا عن «إيلي ديب» أيضاً قامت بإحالة شقيقها «مارسيل الزغبي» من منصبه كمدير حفلاتها الشخصية، حيث سلمت المهمة للسيّد باسكال مغامس والذي أصبح لاحقا مدير أعمالها لكنها انفصلت عنه في أكتوبر 2016 دون خلافات واستمرار الود بينهما وعودة شقيقها مارسيل لتولي إدارة أعمالها بعد المصالحة بينهما. ولديها من طليقها «إيلي ديب» 3 أبناء تيا رزقت بها عام (1998) والتوأم جوي وجورجي رزقت بهما في كندا عام (2002)

## ألبومات
| الألبوم         | العام | المنتج      | الأغاني |
| --------------- | ----- | ----------- | --- |
| وحياتي عندك     | 1992  | ميديا سيتي  | وحياتي عندك، علي الدبكة لاقيني، أحلفلك بالحب، قدامك حلين، سرقني حنيني، خدني معاك                                                      |
| عايزة الرد      | 1994  | ميوزيك بوكس | عايزة الرد، تفرق كتير، ياليل يابوالاشواق، ماعرفش قبلك، عصر المعجزات، قلبي هواك                                                        |
| بلاقيه في زماني | 1995  | ميوزيك بوكس | ولايهمني، بلاقيه في زماني، اعمل معروف، ماتسالنيش، ماتعتبوش علينا الحب ابتدي، زي مالفيت                                                |
| قلنالك حبيناك   | 1996  | ميوزيك بوكس | زي ما لفيت، قلنالك حبيناك، قلبي هواك، عصر المعجزات أعمل معروف، قلبي هواك                                                              |
| حبيت يا ليل     | 1997  | ريلاكس إن   | حبيت ياليل، انا احلويت، غريب الراي، نص القلب، طمني حبيبي، صدفه، بيني وبينك، لا تفكر                                                   |
| ماندم عليك      | 1998  | ريلاكس إن   | ماندم عليك، قلبي دق، علي بالي، لو عايز تبعد، لاملامه، دق المهباش، العيون بالعيون، مابتتعب دخلك                                        |
| مالوم           | 1999  | روتانا      | دلعونا، مالوم، غيرلي حياتي، انشالله، تيا، كلام الليل، ذنبي يا ناس                                                                     |
| الليالي         | 2000  | روتانا      | الليالي، ناسيني ليه، الممنوع مرغوب، حبك بعيوني مكتوب، عالياما، بين البارح واليوم، ما عندي شك، وعدي لعيونك، بلادي                      |
| طول عمري        | 2001  | روتانا      | حبيتو، نجوم السما، طول عمري، حاسب نفسك، كام ليله، كده بتغيب، بيحكوا عنك، على فين                                                      |
| اللي اتمنيته    | 2002  | عالم الفن   | إللي اتمنيته، غيب عن عينا، بيلبقلك، يانا يانا، ويلي ياهوا، يا حبيبي انا، تركني روح نار الغرام، حبيبي ديالي، مالك عليا يمين            |
| عينيك كدابين    | 2004  | عالم الفن   | عينيك كذابين، تجمعنا الساعات، بعينك، خليك ليا، خليتني أحبك، مليت، أنا بدي اعيش، بيحبني، سماح، لو واخد بالك، خد قلبي، عيون عيوني       |
| ياما قالو       | 2006  | عالم الفن   | أغلى الحبايب، القاسي، ياما قالوا، روحي يا روحي، شو أخبارك، عايزاك، آخر مرة، عادي، حبيتك، غيب عني غيب، بتسأل، بتعرفني أنا              |
| خلاص سامحت      | 2008  | روتانا      | ليه مشتقالك، خلاص سامحت، تيجي منك، قلبي اسالوا ، لو كان ، الهوي وعمايله ، ماتسأل عليا ، شو هالقلب                                     |
| معرفش ليه       | 2011  | ميلودي      | معرفش ليه ، هقولك ايه ، أمانه، بالدقيقه والثواني ، الف وميه، هنا القاهرة ، يوم اللي مشي ، فوق جروحي ، عندك ، قولها، مني عينه ، يارايح |
| مش مسامحة       | 2015  | عالم الفن   | يا جدع، مش مسامحة، صوت الهدوء، من الأول، الناس بيسألوني، ليك وحشة، ملعون، عيوني لما بيشوفوك، ولابحبك، غازلني، غريبة هالدني            |
| كده باي         | 2019  | روتانا      | مش خايفة، اللي براسي عملتو، محاي، أيام صعبة، جوة قلبه، ميه وجع، الجمال لي ناسه، اه يا سيدي، صبح صبح، كده باي                          |
| عكس الطبيعة     | 2021  | روتانا      | أرقص، عليه ابتسامة، عكس الطبيعة، قلبي على قلبو                                                                                        |

## فيديو كليب
| سنة الإنتاج | الأغنية                         | الألبوم         | المخرج            |
| ----------- | ------------------------------- | --------------- | ----------------- |
| 1994        | عايزة الرد على يوتيوب           | عايزة الرد      | علي العبدول       |
| 1995        | بلاقيه في زماني على يوتيوب      | بلاقيه في زماني | جميل جميل المغازي |
| 1995        | ولا بيهمني على يوتيوب           | بلاقيه في زماني | طوني أبو الياس    |
| 1996        | مين حبيبي انا على يوتيوب        | منفردة          | سيمون أسمر        |
| 1997        | حبيت يا ليل على يوتيوب          | حبيت ياليل      | طوني أبو الياس    |
| 1997        | نص القلب على يوتيوب             | حبيت يا ليل     | طوني قهوجي        |
| 1997        | غريب الراي على يوتيوب           | حبيت يا ليل     | طوني أبو الياس    |
| 1997        | أنا احلويت على يوتيوب           | حيبت يا ليل     | سيمون أسمر        |
| 1998        | ماندم عليك على يوتيوب           | ماندم عليك      | طوني أبو الياس    |
| 1998        | قلبي دق على يوتيوب              | ماندم عليك      | ميرنا خياط        |
| 1998        | على بالي على يوتيوب             | ماندم عليك      | طوني أبو الياس    |
| 1999        | دلعونا على يوتيوب               | مالوم           | طوني أبو الياس    |
| 1999        | مالوم على يوتيوب                | مالوم           | طوني أبو الياس    |
| 1999        | تيا على يوتيوب                  | مالوم           | طوني أبو الياس    |
| 2000        | الليالي على يوتيوب              | الليالي         | ميرنا خياط        |
| 2000        | ناسيني ليه على يوتيوب           | الليالي         | المخرج أجنبي      |
| 2000        | أوبريت يا أمتي على يوتيوب       | منفردة مشتركة   | محمد العجمي       |
| 2001        | يا قدس على يوتيوب               | منفردة          | طوني أبو الياس    |
| 2001        | طول عمري على يوتيوب             | طول عمري        | حسين شوكت         |
| 2001        | حاسب نفسك على يوتيوب            | طول عمري        | طوني أبو الياس    |
| 2002        | اللي اتمنيته على يوتيوب         | اللي اتمنيته    | شريف صبري         |
| 2003        | بيلبقلك على يوتيوب              | اللي اتمنيته    | سليم الترك        |
| 2004        | بعينك على يوتيوب                | عينيك كدابين    | نادين لبكي        |
| 2004        | عينيك كدابين على يوتيوب         | عينيك كدابين    | سليم الترك        |
| 2005        | روحي يا روحي على يوتيوب         | ياما قالو       | طارق العريان      |
| 2006        | شو أخبارك على يوتيوب            | ياما قالو       | رندة علم          |
| 2006        | ياما قالو على يوتيوب            | ياما قالو       | رندة علم          |
| 2006        | عادي على يوتيوب                 | ياما قالو       | رندة علم          |
| 2007        | أغلى الحبايب على يوتيوب         | يامو قالو       | رندة علم          |
| 2008        | قلبي اسالو على يوتيوب           | خلاص سامحت      | يحيى سعادة        |
| 2008        | ليه مشتقالك على يوتيوب          | خلاص سامحت      | سعيد الماروق      |
| 2009        | منى عينه على يوتيوب             | معرفش ليه       | يحيى سعادة        |
| 2011        | ألف ومية على يوتيوب             | معرفش ليه       | هادي الباجوري     |
| 2011        | معرفش ليه على يوتيوب            | معرفش ليه       | فابيان دوفيس      |
| 2012        | جيش لبنان على يوتيوب            | منفردة- مشتركة  | وليد ناصيف        |
| 2013        | غريبة هالدينا على يوتيوب        | مش مسامحة       | جاد شويري         |
| 2015        | ولا بحبك على يوتيوب             | مش مسامحة       | جاد هبر           |
| 2015        | ياجدع على يوتيوب                | مش مسامحة       | جو بو عيد         |
| 2016        | عم بحكي مع حالي على يوتيوب      | أغنية منفردة    | جو بو عيد         |
| 2017        | تولع على يوتيوب                 | أغنية منفردة    | جو بو عيد         |
| 2017        | بحبو كتير على يوتيوب            | أغنية منفردة    | جاد شويري         |
| 2018        | لا تلعب معايا على يوتيوب        | أغنية منفردة    | وليد ناصيف        |
| 2018        | قالوا على يوتيوب                | أغنية منفردة    | محمود رمزي        |
| 2018        | برج الحمل على يوتيوب            | أغنية منفردة    | بسام الترك        |
| 2019        | صبح،جوا قلبه،كده باي على يوتيوب | كده باي         | شريف ترحيني       |
| 2021        | عقلي وقف على يوتيوب             | أغنية منفردة    | فادي حداد         |
| 2021        | أرقص على يوتيوب                 | عكس الطبيعة     | فادي حداد         |
| 2021        | عليه ابتسامة على يوتيوب         | عكس الطبيعة     | فادي حداد         |
| 2021        | عكس الطبيعة على يوتيوب          | عكس الطبيعة     | فادي حداد         |
| 2021        | قلبي على قلبه على يوتيوب        | أغنية منفردة    |                   |
| 2022        | لسه باجي على بالك على يوتيوب    | أغنية منفردة    | فادي حداد         |
| 2022        | حفلة على يوتيوب                 | أغنية منفردة    | فادي حداد         |
| 2023        | أنا مش بتساب على يوتيوب         | أغنية منفردة    | دان حداد          |
| 2023        | ريتو على يوتيوب                 | أغنية منفردة    | فادي حداد         |
| 2023        | معاليك . على يوتيوب             | أغنية منفردة    | فادي حداد         |
| 2024        | باريس . على يوتيوب              | أغنية منفردة    | نضال بكاسيني      |
| 2025        | مشاعر . على يوتيوب              | يا مشاعر        | رامي نبها         |
| 2025        | وفات . على يوتيوب               | يا مشاعر        | رامي نبها         |

## المهرجانات التي شاركت بها
- الأردن: مهرجان جرش، 1997، 2005 ،2017
- الأردن: الفحيص، 1998
- تونس: مهرجان قرطاج، 1997، 2007
- الكويت :هلا فبراير، 2000، 2002، 2005، 2009،2011
- الكويت: حفلة الكويت 1997،1995
- الإمارات العربية المتحدة: ليالي دبي، 2001،2002، 2003 ،2005 ،2012
- الأردن، لبنان  مصر، قطر: مهرجان أوربت السادس 2000،1998، 2002، 2008
- المملكة المتحدة : حفل الابولو هامرسميث في لندن 2005
- الإمارات العربية المتحدة: حف دبي لصالح شركة ال جي 2005
- لبنان: حفل في مطعم الجنة في بحمدون 2005
- المغرب: أغادير، 2001
- العراق: بغداد، 2003
- الجزائر:مهرجان تيمقاد،2008،2011
- الجزائر: ليالي الكازيف،2011
- قطر: مهرجان الدوحة 2003 ،2005
- المغرب: موازين، 2011،2017
- عُمان: صلالة، 2007
- مصر مارينا شرم الشيخ،2008
- مصر: شرم الشيخ، 2006
- مصر: شم النسيم، 2006
- قطر: الدوحة سوق واقف، 2011
- البحرين: البحرين،
- اليمن: اليمن، 2007
- سوريا: المحبة، القلعة والوادي، 2008
- الولايات المتحدة: 2005: احتفالات الجالية العربية
- العراق: حفل رأس السنة في أربيل 2013
- لبنان: ذوق مكايل الحدث
- لبنان: مهرجان الأغنية العربية، 2012، 2014
- لبنان: مهرجانات بكسا 2017
- لبنان:ضبية 2017
- فرنسا: باريس
- : حفلات شبكة راديو وتلفزيون العرب،1995، 1996،1997، 1998،1999، 2000، 2001، 2002
- الأردن: حفل رأس السنة عمان 2017
- لبنان: مهرجانات أعياد بيروت 2016،2018
- الجزائر: حفلة القاعة البيضاوية 2017
- فرنسا: حفل قاعة المؤتمرات باريس 2017
- لبنان: حفل عيد قيام السيدة كنسية سيدة النجاة بصاليم 2017
- السويد: مهرجان غوتنبرغ الثقافي 2017
- لبنان: حفل رأس السنة في كازينو لبنان 2018
- لبنان : حفل مهرجان «بيروت أم الدنيا» 2018[9]
- الإمارات العربية المتحدة: حفل دارغون مارت تو 2018
- لبنان:حاصبيا 2018
- لبنان:شتورا 2018
- مصر:شرم الشيخ2018
- لبنان: حفل جوائز المبدعين في الأعمال 2018
- الولايات المتحدة: حفل لاس فيغاس2018
- السعودية: حفل عيد الفطر الأحساء 2019
- العراق : مهرجان بابل الدولي 2021.

## جوائز وتكريمات
- لبنان  الأردن: “جائزة الليونز” كأفضل مطربة في لبنان والأردن عام 1997
- لبنان: ”جائزة المطربة العربية الأولى” عام 1999
- لبنان: ”جائزة أفضل مطربة لبنانية” عامي 2000 ، 2005
- لبنان: “جائزة الموسيقى العربية” كأفضل مطربة عربية عن مجمل أغانيها 2004
- لبنان: “جائزة الموريكس دور” كأفضل مطربة عربية عن ألبوم عينيك كدابين 2004
- لبنان: درع تكريمي مقدم من رئيسة الجامعة الأمريكية للعلوم والتكنولوجيا التي كانت ضيف حفل افتتاح المهرجان السينمائي السنوي الأول الذي يقيمه قسم فنون الاتصال 2006
- لبنان: تكريم الفنانة من قبل جمعية الميدان وباسم رئيستها السيدة ريما فرنجية ممثلة برئيس بلدية زغرتا اهدن العماد العميد جوزيف معيداوي الذي تفضل بتقديم درع تذكاري تقديراً منها للغناء بدون أجر دعما للبلدة وللمهرجان 2006 .
- مصر: درع تكريمي مقدم من جمعية الصداقة المصرية اللبنانية برئاسة المهندس فتح الله فوزي في فندق سميراميس بالقاهرة 2006
- المغرب: جائزة الرباب الذهبي في المغرب، وذلك مساء السبت الماضي ضمن فعاليات الدورة الثالثة لمهرجان “أصوات نسائية” والذي أقيم تحت الرعاية السامية لصاحب الجلالة الملك محمد السادس 2011.
- لبنان: درعً تكريمي من ممثل قائد الجيش جان قهوجي، في حفل عيد الجيش اللبناني السادس والستين 2011.
- لبنان: لقب أفضل مطربة لعام 2011 في الاستفتاء الجماهيري السنوي لإذاعة «ميلودي اف ام» 2011.
- قطر: درع تكريمي من مهرجان ربيع سوق واقف 2013.
- لبنان: ”جائزة محطة أو تي في أفضل مطربة لبنانية”و جائزة أفضل كليب وأفضل أغنية عن “غريبة هالدني” عام 2013
- لبنان: ”جائزة راديو دلتا أفضل مطربة لبنانية” وأفضل كليب عامي 2014
- لبنان: تكريم من الموريكس دور عن مجمل مسيرتها الفنية والعطاء 20 عاما 2014
- لبنان: جائزة الموريكس دور كأفضل فنانة لبنانية 2016
- الأردن: تكريم من مهرجان جرش لمشاركتها للمرة الثالثة 2017
- لبنان: تكريم من مهرجان بياف عن مجمل مسيرتها الفنية 2017
- مصر: جائزة وشوشة أفضل تتر مسلسل رمضاني «الناس العزاز» عن لأعلى سعر 2017
- لبنان: تكريم من مهرجان بياف عن مجمل مسيرتها الفنية 2017
- الولايات المتحدة: جائزة الباما “أفضل فنانة لبنانية لعام 2017
- مصر: جائزة أفضل أغنية وأفضل تتر مسلسل لرمضان 2017 الناس العزاز، في مهرجان الفضائيات.
- لبنان: تكريم من جمعية «بيست» المنظمة لمهرجان «بيروت أم الدنيا» 2018
- مصر: جائزة أفضل مطربة عربية في مهرجان نجم العرب 2021.[10]

## تترات المسلسلات
- 2017:كاراميل
- 2017: الناس العزاز لأعلى سعر
- 2019: لما بتحسبا بروفا
- 2020: تحاربت سلطانة المعز
- 2021: طلعت حدا أم بديلة

## مشاركتها كعضو لجنة تحكيم
في سبتمبر 2019 شاركت في رئاسة لجنة تحكيم برنامج المواهب (The Talent)، وهو البرنامج الأول في العالم العربي لاكتشاف أجمل المواهب والأصوات الغنائية عبر تكنولوجيا لغة العصر الحديث السوشيال ميديا

## نوال الزغبي الوجه الاعلاني
نتيجة للنجاحات المتتالية ونتيجة ثمرة تألقها الدائم اختارتها شركات عالمية في مجالات عدة أهمها :
1. الشركة العالمية للمشروبات الغازية «بيبسي» - حيث وقعت الشركة مع الفنانة اللبنانية نوال الزغبي عام 2000 عقد إعلاني لمدة 5 سنوات كأول فنانة عربية والأكثر مبيعاً في الشرق الأوسط، وظهرت نوال الزغبي في إعلانات تلفزيونية على انغام وموسيقى اغانيها الشهيرة .
2. شركة الاتصالات الإلكترونية «Motorola» - حيث تم الاتفاق على تضمين هاتف Motorola v3i ضمن فيديو كليب "ياما قالو على يوتيوب" (2006)
3. مؤسسة مشفى أورام السرطان كوجه إنساني داعم- بدون أي مقابل مادي (2006)
4. شركة الاتصالات الإلكترونية «LG» - حيث تم الاتفاق على تضمين هاتف LG Shine ضمن فيديو كليب "أغلى الحبايب على يوتيوب" (2007)
5. شركة العدسات اللاصقة (2008) CLASSY

بوستر بيبسي
إعلان عدسات CLASSY - الكويت
لقطة من الإعلان الإنساني لمستشفى السرطان "جمهورية مصر العربية"
بوستر نوال الزغبي - بيبسي

إعلانات تلفزيونية :
- الليالي على يوتيوبعلى موقع «يوتيوب» - بيبسي عام 2000
- ناسيني ليه على يوتيوب- بيبسي عام 2001
- شاركنا الحلم على يوتيوب- بيبسي عام 2002
- اللي اتمنيته على يوتيوب- بيبسي كواليس تصوير الإعلان عام 2003
- اللي اتمنيته على يوتيوب- بيبسي عام 2003
- اعلان على يوتيوب- مستشفى أورام السرطان جمهورية مصر عام 2006
- CLASSY على يوتيوبعلى موقع «يوتيوب» - عام 2008

## وصلات خارجية
- نوال الزغبي على موقع IMDb (الإنجليزية)
- نوال الزغبي على موقع قاعدة بيانات الأفلام العربية
- نوال الزغبي على موقع ميوزك برينز (الإنجليزية)
- نوال الزغبي على موقع ديسكوغز (الإنجليزية)